# Zofia Dembińska
Zofia Maria Dembińska-Deszyńska (ur. 1905, zm. 8 grudnia 1989) – polska polonistka, nauczycielka, wiceminister oświaty ds. opieki nad dzieckiem, poseł do KRN i Sejmu PRL I kadencji, uczestniczka prac komisji ONZ, opracowującej Deklarację Praw Dziecka, działaczka społeczna czynna m.in. w TPD, współzałożycielka i wiceprezes Czytelnika.

## Życiorys

### Przed II wojną światową
Urodziła się na Wileńszczyźnie w burzliwym okresie wielkiego zrywu o podłożu społecznym i narodowym, którego konsekwencją było m.in. odzyskanie niepodległości Polski w roku 1918. W Wilnie skończyła szkołę podstawową i Gimnazjum Sióstr Nazaretanek, a następnie studiowała polonistykę na Uniwersytecie im. Stefana Batorego. Studia skończyła w roku 1933.
W wileńskim środowisku akademickim związała się z lewicową grupą, kierowaną przez Henryka Dembińskiego, przywódcą Wileńskiej Lewicy Akademickiej „Front”, z którym zawarła związek małżeński w roku 1936. Grupa wileńskiej lewicy została postawiona przed sądem, a Henryka Dembińskiego skazano na 4 lata więzienia. Zofia Dembińska wyjechała z Wilna do Warszawy, gdzie podjęła pracę nauczycielki języka polskiego na Żoliborzu, w Gimnazjum Ogólnokształcącym Robotniczego Towarzystwa Przyjaciół Dzieci (RTPD), w Warszawskiej Spółdzielni Mieszkaniowej. Na Żoliborzu znalazł się również Henryk Dembiński, po zwolnieniu w marcu 1938 roku z więzienia dzięki poręczeniu ks. Władysława Korniłowicza. O szkołach RTPD pisał w „Sygnałach” 15 września 1938 roku – przeciwstawiając je „szkołom burżuazyjnym”, ostro krytykowanym przez Claparède’a – że dzieci nie spotykają się w nich z „abstrakcyjnym moralizowaniem”, lecz uczą się „życia gromadzkiego”, charakterystycznego dla ruchu spółdzielczości robotniczej, którego przykładem jest działalność Spółdzielni Mieszkaniowej na Żoliborzu.

### Po II wojnie światowej

#### Działalność polityczna
- 1944–1947 – Krajowa Rada Narodowa (dokooptowana przez Prezydium KRN; zgłoszona na IV sesji)[1]
- 1952–1956 – Sejm PRL, poseł I kadencji; Okręg nr 21 Leszno; członek Komisji Kultury i Sztuki; poseł zastępca w Komisji Wyznaniowej i Narodowościowej[1]
- 1951–1960 – wiceminister oświaty[2]

Postanowieniem prezydenta Bolesława Bieruta z 22 lipca 1950 została odznaczona Krzyżem Oficerskim Orderu Odrodzenia Polski na wniosek Ministra Kultury i Sztuki za zasługi w pracy społeczno-politycznej i zawodowej. W grudniu 1983 odznaczona Pamiątkowym Medalem z okazji 40 rocznicy powstania Krajowej Rady Narodowej (1983).
Została pochowana na Cmentarzu Wojskowym na Powązkach w Warszawie (kwatera 28BII-14-21).

#### Działalność wydawnicza
Zofia Dembińska była najbliższą współpracowniczką Jerzego Borejszy, tworzącego w latach 1944–1948 Spółdzielnię Wydawniczą Czytelnik. Została wiceprezesem Spółdzielni i jej dyrektorem. Zajmowała się głównie sprawami wydawniczymi, jednak uczestniczyła też w opracowywaniu założeń ideowych. W opisie tych założeń znajdują się zdania sugerujące, że jej plan odpowiadał marzeniu męża, którym była: … demokracja przemyślana do dna bądź po prostu społeczne miłowanie się prawdziwie równouprawnionych ludzi:

Czytelnik jest własnością społeczeństwa, jest pomyślany jako organizacja masowa, obliczona na miliony udziałowców, na miliony współwłaścicieli. […] Cóż daje wstąpienie do Czytelnika? Daje wszystkie prawa współwłaściciela: prawo inicjatywy, kontroli i decyzji, tak co do ludzi kierujących instytucją, jak i co do kapitału i wypracowanej nadwyżki.

W regulaminie Spółdzielni wymieniono zadania wykraczające poza publikację książek i czasopism, takie jak: „ułatwianie nabywania członkom spółdzielni tanich, dobrych książek i czasopism, ułatwianie wypożyczania dobrych książek i czasopism członkom i nieczłonkom, organizowanie zbiorowego i indywidualnego czytelnictwa, prowadzenie doraźnej lub systematycznej akcji odczytowej, organizowanie poradnictwa w zakresie czytelnictwa i samokształcenia, budzenie potrzeb kulturalnych w otaczającym środowisku i wskazywanie mu środków do ich zaspokojenia, urządzanie imprez literackich, teatralnych, muzycznych czy organizowanie wycieczek krajoznawczych i naukowych”. Zofia Dembińska zainicjowała i zorganizowała wydawanie wielkich dzieł na gazetowym papierze, w dużych nakładach, ograniczając ich ceny do minimum. Zorganizowała wydawanie kobiecego pisma „pierwszego czytania” – „Przyjaciółki”, która stała się wkrótce bardzo popularna. Wspierała działalność swojej przyjaciółki, Ireny Tyszkiewiczowej, założycielki Biblioteki Wiedzy Religijnej, a następnie biblioteki literatury dziecięcej i młodzieżowej („Andrusarni") w Laskach oraz księgarni religijnej i wydawnictwa (potem kwartalnik Verbum).

#### Opieka nad dzieckiem
Głównym celem Zofii Dembińskiej, do którego dążyła z pasją, było rozwiązanie problemu przygotowywania dzieci do prawidłowego wejścia w dorosłość (zob. dobrostan w różnych okresach rozwoju).
Szczególnie mocno podkreślała, opierając się na wynikach przeprowadzonych w USA badań psychologicznych (zob. psychologia rozwoju człowieka, psychologia poznawcza), że dla prawidłowego emocjonalnego i umysłowego rozwoju i kształtowania się charakteru największe znaczenie mają pierwsze dni, tygodnie, miesiące i lata życia. Była przekonana, że nieprawidłowy rozwój dziecka jest często konsekwencją braku silnych i zdrowych więzi w relacjach rodzinnych, że rozmowy dziecka z rodzicami często nie odgrywają właściwej roli, zasady rodzicielstwa bliskości są rzadko przestrzegane. Jej starania o poprawę warunków rozwoju dziecka obejmowały zarówno sprawy wychowania w rodzinie i jej środowisku, jak w szkole i domach dziecka. Starała się upowszechniać wiedzę, że skutki popełnionych we wczesnym dzieciństwie błędów wychowawczych są trudne do usunięcia. Apelowała do władz państwowych, samorządowych i mediów o poważne traktowanie sprawy przygotowywania rodziców do właściwego pełnienia ich podstawowych funkcji (mówiła o tym w czasie ostatniej rozmowy ze współpracownikami, kilka dni przed śmiercią). W latach 1957–1962 czynnie uczestniczyła w pracach Komisji Praw Kobiety ONZ, opracowującej Deklarację Praw Dziecka. Przez 30 lat była aktywna w Towarzystwie Przyjaciół Dzieci. Była członkiem Prezydium Zarządu Głównego TPD oraz pełniła funkcję prezesa Zarządu Stołecznego (do końca życia – prezes honorowy). 

##### „Spotkania w małej grupie”
Zaproponowała zmiany form podnoszenia poziomu kultury pedagogicznej, stosowanych w TPD. Zgodnie z jej koncepcją i przy jej czynnym udziale poza odczytami, „dniami pedagogicznymi”, „sejmikami rodziców” i podobnymi spotkaniami licznych – często biernych – uczestników, zaczęto organizować „spotkania w małej grupie”. W tych spotkaniach uczestniczyło zwykle 7–15 rodziców, często sąsiadów zainteresowanych np. podobnym problemem wychowawczym. Spotykali się w małych salkach, udostępnianych blisko swoich domów (w pobliskiej szkole, bibliotece, przychodni lekarskiej), w kameralnej atmosferze sprzyjającej swobodnej i szczerej rozmowie. W każdym spotkaniu uczestniczył specjalista w dziedzinie, której dotyczył temat – przedstawiał wstępną prezentację, a następnie kierował dyskusją i zabierał w niej głos oraz udzielał porad (specjaliści byli starannie dobierani przez organizatorów i szkoleni w ramach przygotowania do odegrania tej specyficznej roli). Nowe problemy wychowawcze, które wypływały w czasie spotkania, stawały się tematem kolejnych spotkań. Dobrze zorganizowana „mała grupa” niekiedy stawała się kołem TPD (grupą samopomocową rodzin). 

##### Przedmiot „Przygotowanie do życia w rodzinie”
Dembińska była orędowniczką wczesnego rozpoczęcia przygotowywania przyszłych rodziców do odpowiedzialnego pełnienia rodzicielskich funkcji. Zainicjowała starania TPD i innych instytucji o wprowadzenie do programów szkolnych przedmiotu „przygotowanie do życia w rodzinie”. Argumentując tę inicjatywę przypominała, że szkolne przygotowanie do wykonywania dużo mniej skomplikowanych, odpowiedzialnych i trudnych zadań zawodowych trwa lata (w kolejnych latach wprowadzono przedmiot Wychowanie do życia w rodzinie, o zmienionym charakterze). 

##### Indywidualni opiekunowie TPD
W pełni zrealizowano pomysł, dotyczący wychowawczej pomocy udzielanej rodzinom patologicznym lub niewydolnym pod względem opiekuńczo-wychowawczym. Zofia Dembińska zajmowała się organizacją tych działań i osobiście w nich uczestniczyła, współpracując z Ireną Chmieleńską, autorką książki „Gdy rodzina potrzebuje pomocy”. W roku 1967 warszawskie dzieci z takich rodzin (często ofiary przemocy, zaniedbywane, opóźnione w rozwoju, zagrożone niedostosowaniem społecznym) otoczyli opieką opiekunowie indywidualni TPD. W roku 1984 w całej Polsce około 155 tys. dzieci znajdowało się już pod opieką ok. 17 600 opiekunów (działalność została usankcjonowana przez władze oświatowe oraz resort zdrowia i opieki społecznej).

##### Rodzinne domy dziecka
W roku 1957 Zofia Dembińska zainicjowała prace Ministerstwa, zmierzające do rozszerzenia form działalności opiekuńczo–wychowawczej w kierunku wskazywanym przez Kazimierza Jeżewskiego – tworzenia rodzinnych domów dziecka; Pierwszy z takich domów utworzyli Weronika i Grzegorz Dowlaszowie w Szczecinie w roku 1958 (placówka eksperymentalna). Po latach doświadczeń i obserwacji kolejnych placówek tego typu podjęła się w roku 1968 kierowania – z pomocą specjalistów w warszawskiego Ośrodka Adopcyjno-Opiekuńczego TPD – tworzeniem pierwszego rodzinnego domu dziecka TPD w Serocku (jako honorowy obywatel miasta otrzymała na ten cel pięknie położoną willę). Była przekonana, że niezbędny jest przede wszystkim właściwy dobór „rodziców”. Początkowo rodzicami byli wychowawcy z domów dziecka (argumentem wyboru było doświadczenie pedagogiczne oraz założenie, że kochają dzieci). Przyjmowano dzieci w różnym wieku, pochodzące z różnych środowisk. Obserwacje działalności Domu w Serocku pozwoliły stwierdzić, że nawyki byłych pracowników domów dziecka utrudniają tworzenie rodzinnej atmosfery (trzeba wprowadzić szkolenia i nowe metody selekcji kandydatów). Bardzo uważnie trzeba też dobierać kandydatów na „rodzeństwo” (np. wskazane są badania psychologiczne starszych dzieci lub unikanie sytuacji, w których część dzieci ma kontakt z naturalną rodziną, a część nie).

##### Środowiskowe szkoły i przedszkola
Zofia Dembińska starała się wprowadzić do szkół zasady obowiązujące przed wojną w gimnazjum na Żoliborzu, które po lekcjach było ośrodkiem życia społecznego, kulturalnego, sportowego dla mieszkańców dzielnicy – dzieci, młodzieży i dorosłych (budowanie specjalnych placówek oświatowych i kulturalnych obok szkoły uważała za marnowanie społecznych środków). Próbowała również dokonać zmian w systemie wychowania przedszkolnego, m.in. starała się o wprowadzenie zasad udostępniania w godzinach popołudniowych wyposażenia przedszkoli, np. placów zabaw, dzieciom nie uczęszczającym do nich. Proponowała zorganizowanie kół TPD, do których mogliby należeć wszyscy rodzice dzieci w wieku przedszkolnym z określonego rejonu (koła TPD organizowałyby społeczne dyżury na placu zabaw). Sugerowała, żeby na imprezy organizowane przez przedszkole były zapraszane dzieci, dla których zabrakło dla nich miejsca.

## Wspomnienia, opinie
Irena Chmieleńska, wieloletnia współpracowniczka Zofii Dembińskiej, specjalistka w dziedzinie psychologii wychowawczej, wizytatorka domów dziecka napisała:

Była Zofia czystej krwi społecznikiem. Była niezwykle skromna. Nie zepsuły Jej wysokie stanowiska. Każde służyło temu i tylko temu, by móc robić coś dobrego. Nie wynosiła się ponad innych, umiała słuchać, doceniać słuszne rady. W stosunku do ludzi cierpliwa, wyrozumiała – nie walczyła z nikim – walczyła zawsze o coś. Po cichutku, łagodnie i wytrwale.

Powyższy cytat przytoczył Bogdan Tracewski w tekście swojego wspomnienia, zamieszczonego na stronie internetowej Zarządu Głównego TPD wśród sylwetek innych zasłużonych działaczy Towarzystwa. Ze swojej strony napisał, że Zofia Dembińska miała wielki urok osobisty i była uznawana za autorytet moralny – spełniała opisane przez Tadeusza Kotarbińskiego kryteria „człowieka spolegliwego i dobrej roboty”. W zakończeniu wymienił długą listę cnót: rozwaga, ofiarność, pracowitość, młodzieńczy zapał, gorące serce, życzliwe słowo i uśmiech… Wyraził nadzieję, że następcy będą kontynuować jej misję, mimo że nie pozostawiła po sobie publikacji i innych tekstów, podpisanych własnym nazwiskiem.